# Johannes Elmblad
Johannes Wilhelm Samuel Elmblad, född den 29 maj 1853 i Kärda socken, död den 4 december 1910 i Växjö, var en svensk operasångare (bas) och regissör.
Elmblad var elev vid konservatoriet i Stockholm under Julius Günther och Fritz Arlberg samt i utlandet under Julius Stockhausen och Pauline Viardot-García.
Efter att först ha framträtt som konsertsångare runt om i Europa och Australien var Elmblad 1879–97 knuten till flera större tyska sångscener och uppträdde dessutom åtskilliga gånger vid festspelen i Bayreuth. Han var anställd som regissör och sånger vid Operan i Stockholm 1897–1902 och därefter fram till 1906 som regissör bland annat i New York.
Elmblad gjorde ett stort antal glansfulla sångroller, men hans stämma blev mest uppskattad i hans tolkningar av baspartierna i Wagners operor. Till rollerna hörde Hunding i Valkyrian, Fafner i Rhenguldet, Hagen i Ragnarök, Daland i Den flygande holländaren, Marke i Tristan och Isolde och Pogner i Mästersångarna i Nürnberg. Bland roller i operor av andra kompositörer fanns Sarastro i Trollflöjten, Brogni i Judinnan, Falstaff i Muntra fruarna i Windsor och Marcel i Hugenotterna.
Han tilldelades medaljen Litteris et Artibus 1897. Han var son till Per Magnus Elmblad, gift med Sigrid Elmblad och bror till Magnus Elmblad. Makarna Elmblad är begravda på Norra begravningsplatsen utanför Stockholm.